# Best Kirari
Best☆Kirari (ベスト☆きらり, Besuto☆Kirari) foi um álbum de compilação de maiores sucessos cantados por Koharu Kusumi, lançado como parte de "Tsukishima Kirari starring Kusumi Koharu (Morning Musume)" (月島きらり starring 久住小春(モーニング娘。)). O álbum foi lançado em 11 de março de 2009 na edição limitada (EPCE-5623~4) e na normal (EPCE-5625).
O álbum apresentou os grupos Kira☆Pika e MilkyWay de Kirarin Revolution, onde Kusumi participou.

## História
O álbum foi lançado em 11 de março de 2009 no Japão pela gravadora Zetima. Ficou entre os 18º álbuns mais vendidos na Oricon. O álbum também foi lançado em formato CD+DVD, com uma capa diferente e um DVD que continha todos os vídeos musicais. O álbum foi cantado por Koharu Kusumi do grupo Morning Musume  que interpretou Kirari Tsukishima, uma cantora e heroína fictícia da série de anime Kilari (Kirarin Revolution). Foi o mais recente projecto do disco "Tsukishima Kirari", já que a série terminou no mesmo mês do lançamento.
O álbum contém dez faixas (quatro no lado B) que já apareceram em seis singles da cantora, e dois títulos individuais do single do grupo Kira☆Pika Hana wo Pūn/Futari wa NS cantadas por Mai Hagiwara do grupo °C-ute, e os quatro títulos (nos lados A e B) dos dois singles de MilkyWay que foram interpretados pelo trio Kusumi Koharu, Sayaka Kitahara, Yū Kikkawa de Hello! Pro Egg. 
As outras duas canções foram compiladas nos dois primeiros álbuns "Tsukishima Kirari" (Mitsuboshi e Kirarin Land). A canção titulo do último single, Hapi☆Hapi Sunday!, foi lançado no mês anterior.
Todas essas canções foram usadas como temas de abertura e encerramento para a série original de anime Kilari (Kirarin Revolution). A abertura do anime foi lançada, Ōkina Ai de Motenashite pelo °C-ute, o segundo tema de encerramento dos episódios 18 até ao 26, foi o único a não ser interpretado por "Tsukishima Kirari".

## Lista de faixas

### CD
| N.º | Título                                                                                                   | Letrista(s)                                              | Compositor(es)               | Arranjador(es)                   | Duração |
| --- | --- | -------------------------------------------------------- | ---------------------------- | -------------------------------- | ------- |
| 1.  | "Koi☆Kana" (恋☆カナ, lit. "É Este Amor")                                                                 | Shin Furuya (古屋真)                                     | Tetsurō Oda (織田哲郎)       | Masaki Iehara (家原正樹)         | 3:34    |
| 2.  | "Sugao-flavor" (SUGAO-flavor, lit. "Sabor Genuíno")                                                      | michito, mavie                                           | Tetsurō Oda (織田哲郎)       | Kōji Gotō (後藤康二)             | 4:55    |
| 3.  | "Balalaika" (バラライカ, Bararaika)                                                                      | BULGE                                                    | Shigeki Sako (迫茂樹)        | Shigeki Sako (迫茂樹)            | 3:41    |
| 4.  | "Mizuiro Melody" (水色メロディ, Mizuiro Merodi, lit. "A Melodia Azul")                                   | Shin Furuya (古屋真)                                     | Katsuhiku Kurosu (黒須克彦)  | Daisuke Katō (加藤大祐)          | 3:38    |
| 5.  | "Love da yo Darling" (Loveだよ☆ダーリン, Love da yo Dārin, lit. "É o Amor, Querido")                     | Chieko Suyama (すやまちえこ)                             | Katsuya Yoshida (吉田勝弥)   | Katsuya Yoshida (吉田勝弥)       | 3:24    |
| 6.  | "Happy☆彡" (ハッピー☆彡, Happī)                                                                          | BOUNCEBACK                                               | BOUNCEBACK                   | BOUNCEBACK                       | 3:58    |
| 7.  | "Koi no Mahō wa Habibi no Bi!" (恋の魔法はハビビのビ!, lit. ""A Magia do Amor é a Beleza de um Amante!") | Chieko Suyama (すやまちえこ), Yoshida Katsuya (吉田勝弥) | Katsuya Yoshida (吉田勝弥)   | Katsuya Yoshida (吉田勝弥)       | 3:43    |
| 8.  | "Chance!" (チャンス!, Chansu!)                                                                           | 2°C                                                      | Tetsurō Oda (織田哲郎)       | Masaki Iehara (家原正樹)         | 3:36    |
| 9.  | "Ramutara" (ラムタラ)                                                                                    | 2°C                                                      | Yūya Saitō (齋藤悠弥)        | Yūya Saitō (齋藤悠弥)            | 3:35    |
| 10. | "Olala"                                                                                                  | Kanae Koyama (小山哉枝)                                  | Tomokazu Tashiro (田代智一)  | Yōichirō Yasuoka (安岡洋一郎)    | 3:15    |
| 11. | "Papancake" (パパンケーキ, Papankēki)                                                                    | 2°C                                                      | FIREWORKS                    | Jirō Miyanaga (宮永治郎)         | 4:10    |
| 12. | "Hapi☆Hapi Sunday!" (はぴ☆はぴ サンデー！, Hapi Hapi Sandē!, lit. "Domingo Feliz, Feliz!")               | Kenichi Maeyamada (前山健一)                             | Kenichi Maeyamada (前山健一) | Kenichi Maeyamada (前山健一)     | 3:46    |
| 13. | "Hana wo Pūn" (はなをぷーん) Kira☆Pika                                                                   | YumYum                                                   | MenMen                       | Jirō Miyanaga (宮永治郎), MenMen | 4:28    |
| 14. | "Futari wa NS" (ふたりはNS) Kira☆Pika                                                                    | YumYum                                                   | MenMen                       | Jirō Miyanaga (宮永治郎)         | 4:40    |
| 15. | Anataboshi (アナタボシ) (MilkyWay)                                                                       | 2°C                                                      | Yūya Saitō (斎藤悠弥)        | Yūya Saitō (斎藤悠弥)            | 3:25    |
| 16. | "Sansan Gogo" (サンサンGOGO) (MilkyWay)                                                                  | 2°C                                                      | Katsuya Yoshida (吉田勝弥)   | Katsuya Yoshida (吉田勝弥)       | 4:30    |
| 17. | "Tan Tan Tān!" (タンタンターン！) (MilkyWay)                                                             | Kenichi Maeyamada (前山健一)                             | Kenichi Maeyamada (前山健一) | Kenichi Maeyamada (前山健一)     | 4:31    |
| 18. | "Gamushalala" (ガムシャララ, Gamusharara) (MilkyWay)                                                     | 2°C                                                      | Dai Murai (村井大)           | Dai Murai (村井大)               | 3:58    |